# Aleksandr Kaleri

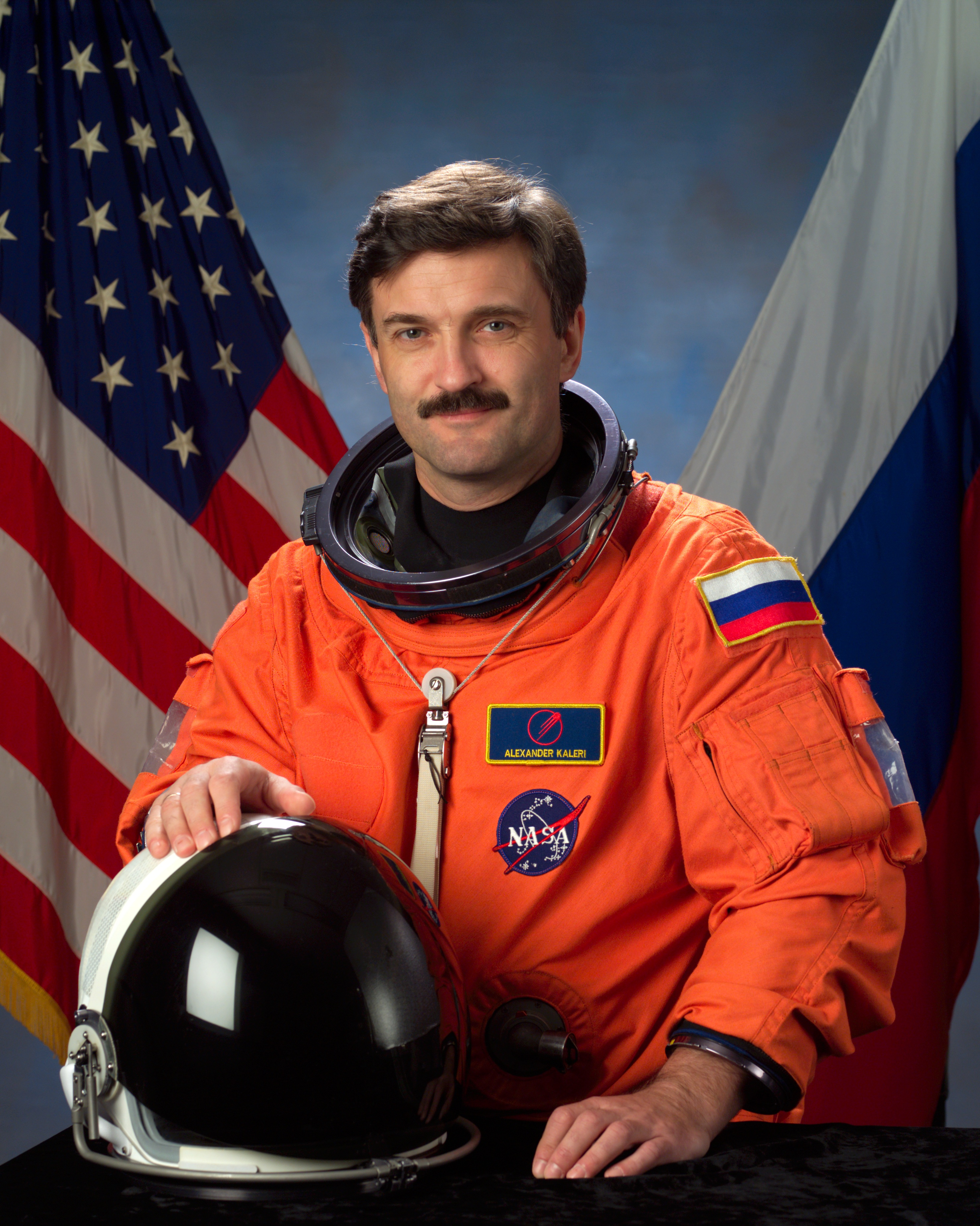
Aleksandr Kaleri

Aleksandr Joerjevitsj Kaleri (Russisch: Александр Юрьевич Калери) (Jūrmala (Letse SSR), 13 mei 1956) is een Russisch kosmonaut en deelnemer aan enkele langdurige verblijven aan boord van het Mir-ruimtestation en het Internationaal ruimtestation ISS.
Kaleri is geboren in Jūrmala, Letland. Hij studeerde af aan het Moskous instituut van de mechanische natuurkunde. In 1979 werd hij aangenomen bij Energia Corporation waar hij werkte aan het ontwerp van het Mir-ruimtestation. Hij werd als kandidaat kosmonaut geselecteerd in 1984, en vloog drie missies op naar het Mir in 1992, 1996–1997 en in 2000. Hij vloog ook naar het Internationaal ruimtestation ISS, samen met Michael Foale.